# Cantando ballando
Cantando ballando, precedentemente chiamato Cantaitalia e prima ancora Serenamente Musica, è un programma televisivo di intrattenimento musicale, in onda su Canale Italia dagli anni ottanta.
Il programma è dedicato alle canzoni di musica liscio e da ballo in genere eseguita dalle principali orchestre da ballo italiane.
Attualmente Cantando ballando viene trasmesso tutte le sere su Canale Italia e sulla piattaforma Sky al numero 913 dalle ore 21 alle 23.

## Il programma

### Prima era: daSerenamente MusicaaCantaitalia(1984-2005)
Negli anni ottanta la trasmissione nasce come Serenamente Musica e va in onda all'ora di pranzo sull'emittente veneta Serenissima Televisione. Nel corso dello show i telespettatori possono richiedere in diretta le loro canzoni preferite, fare dediche, e partecipare ai giochi proposti, inoltre vi sono degli spazi riservati alla vendita di CD e DVD degli artisti del programma ed il paginone che pubblicizza i principali locali da ballo del nord Italia e le serate musicali di feste estive del Veneto.
Il programma è ideato da Valeriano Pisano, detto "Valerio", e da lui condotto in pianta stabile fino al 2012, anno della sua morte.
Verso la fine del millennio il varietà tramuta in Cantaitalia, la formula resta invariata ma, all'edizione giornaliera, si aggiungono degli speciali serali denominati Cantaitalia sera. Dalla trasmissione vengono creati anche il mensile Cantaitalia Magazine, sul quale vengono pubblicate le novità discografiche e le date delle serate danzanti delle orchestre da ballo, e la raccolta Cantaitalia Compilation, edita in compact disc per l'etichetta Liscio Mania nel gennaio del 1995. La compilation propone molte canzoni mandate in onda durante la trasmissione, e per gli anni a venire uscirà a cadenza stagionale.

### Seconda era: la nascita diCantando ballando(2005-2016)
Successivamente, Serenissima Televisione diventa nel 2004 Canale Italia e da allora, gradualmente, inizia a diffondere il segnale in gran parte d'Italia. Prende vita in questi primi anni 2000 la versione di prima serata, intitolata Cantando ballando, 
durante la quale si esibiscono in studio le orchestre da ballo italiane con la presenza del pubblico.
La prima edizione del varietà serale era intitolata  Ballando cantando, poi viene rinominata Cantando e ballando, nome confermato anche nelle stagioni successive senza la congiunzione "e".
Tra i vari personaggi che si alternano alla guida delle puntate serali si citano Marco Predolin, Franco Oppini, Stefania Orlando, Matilde Brandi e i cantanti Chicco Fabbri dell'orchestra Borghesi, Sabrina Borghetti e Roberto Tagliani.

### Terza era: la chiusura diCantaitaliae il proseguimento diCantando ballando(2016-oggi)
Nel corso degli anni 2010 viene cancellata l'edizione prandiale, rimanendo in onda solo lo show di prima serata Cantando ballando.
Dal 2009 la trasmissione viene registrata presso un nuovo studio del centro di produzione di Padova, il numero 12, molto più ampio dei precedenti, che diviene da allora la sede fissa del programma.
Nel 2016 entra a far parte del cast dei presentatori Francesco Rapetti Mogol, figlio del famosissimo paroliere Mogol.
Dal 2022 Nilo Petti diviene il nuovo responsabile del programma e si aggiunge ai conduttori di Cantando ballando. Da questa edizione figurano alla guida di numerose puntate gli interpreti ospiti con al seguito il proprio gruppo musicale come orchestra base della serata.

## Sigle
(tema musicale della trasmissione, Claudio Damiani e artisti vari, 1999)
Le sigle di apertura e di chiusura variano in ogni edizione fino alla fine degli anni novanta, quando il cantante Claudio Damiani e l'orchestra Santamaria incidono il brano Canta Italia appositamente per la trasmissione, eseguito con numerose orchestre. Tale pezzo viene utilizzato fino al 2014, anno nel quale viene adottata come nuova sigla la canzone Cantando ballando, scritta e interpretata dal cantante e conduttore Chicco Fabbri, tuttora utilizzata.

## Edizioni
| Edizione | Inizio | Fine          | Conduttore        | Conduttore        | Conduttore              | Conduttore              | Conduttore        | Conduttore        | Studio                     |
| -------- | ------ | ------------- | ----------------- | ----------------- | ----------------------- | ----------------------- | ----------------- | ----------------- | -------------------------- |
| 1ª       | 1984   | 1985          | Valerio Pisano    | Valerio Pisano    | Valerio Pisano          | Valerio Pisano          | Valerio Pisano    | Valerio Pisano    | Studio 5 di Padova         |
| 2ª       | 1985   | 1986          | Valerio Pisano    | Valerio Pisano    | Valerio Pisano          | Valerio Pisano          | Valerio Pisano    | Valerio Pisano    | Studio 5 di Padova         |
| 3ª       | 1986   | 1987          | Valerio Pisano    | Valerio Pisano    | Valerio Pisano          | Valerio Pisano          | Valerio Pisano    | Valerio Pisano    | Studio 5 di Padova         |
| 4ª       | 1987   | 1988          | Valerio Pisano    | Valerio Pisano    | Valerio Pisano          | Valerio Pisano          | Valerio Pisano    | Valerio Pisano    | Studio 5 di Padova         |
| 5ª       | 1988   | 1989          | Valerio Pisano    | Valerio Pisano    | Valerio Pisano          | Valerio Pisano          | Valerio Pisano    | Valerio Pisano    | Studio 5 di Padova         |
| 6ª       | 1989   | 1990          | Valerio Pisano    | Valerio Pisano    | Valerio Pisano          | Valerio Pisano          | Valerio Pisano    | Valerio Pisano    | Studio 5 di Padova         |
| 7ª       | 1990   | 1991          | Valerio Pisano    | Valerio Pisano    | Valerio Pisano          | Valerio Pisano          | Valerio Pisano    | Valerio Pisano    | Studio 5 di Padova         |
| 8ª       | 1991   | 1992          | Valerio Pisano    | Valerio Pisano    | Valerio Pisano          | Valerio Pisano          | Valerio Pisano    | Valerio Pisano    | Studio 5 di Padova         |
| 9ª       | 1992   | 1993          | Valerio Pisano    | Valerio Pisano    | Valerio Pisano          | Valerio Pisano          | Valerio Pisano    | Valerio Pisano    | Studio 5 di Padova         |
| 10ª      | 1993   | 1994          | Davide Pase       | Davide Pase       | Davide Pase             | Davide Pase             | Davide Pase       | Davide Pase       | Studio 5 di Padova         |
| 11ª      | 1994   | 1995          | Gedeone e Geremia | Gedeone e Geremia | Gedeone e Geremia       | Gedeone e Geremia       | Gedeone e Geremia | Gedeone e Geremia | Studio 5 di Padova         |
| 12ª      | 1995   | 1996          | Valerio Pisano    | Valerio Pisano    | Valerio Pisano          | Gedeone e Geremia       | Gedeone e Geremia | Gedeone e Geremia | Studio 5 di Padova         |
| 13ª      | 1996   | 1997          | Valerio Pisano    | Valerio Pisano    | Valerio Pisano          | Valerio Pisano          | Valerio Pisano    | Valerio Pisano    | Studio 5 di Padova         |
| 14ª      | 1997   | 1998          | Valerio Pisano    | Valerio Pisano    | Valerio Pisano          | Valerio Pisano          | Valerio Pisano    | Valerio Pisano    | Studio 5 di Padova         |
| 15ª      | 1998   | 1999          | Valerio Pisano    | Valerio Pisano    | Valerio Pisano          | Valerio Pisano          | Valerio Pisano    | Valerio Pisano    | Studio 5 di Padova         |
| 16ª      | 1999   | 2000          | Valerio Pisano    | Valerio Pisano    | Valerio Pisano          | Valerio Pisano          | Valerio Pisano    | Valerio Pisano    | Studio 5 di Padova         |
| 17ª      | 2000   | 2001          | Valerio Pisano    | Valerio Pisano    | Tony Sessolo            | Tony Sessolo            | Chicco Fabbri     | Chicco Fabbri     | Studio 5 di Padova         |
| 18ª      | 2001   | 2002          | Valerio Pisano    | Valerio Pisano    | Tony Sessolo            | Tony Sessolo            | Chicco Fabbri     | Chicco Fabbri     | Studio 5 di Padova         |
| 19ª      | 2002   | 2003          | Valerio Pisano    | Valerio Pisano    | Tony Sessolo            | Tony Sessolo            | Chicco Fabbri     | Chicco Fabbri     | Studio 5 di Padova         |
| 20ª      | 2003   | 2004          | Valerio Pisano    | Valerio Pisano    | Tony Sessolo            | Tony Sessolo            | Elisa Boscolo     | Chicco Fabbri     | Studi 5 e 7 di Padova      |
| 21ª      | 2004   | 2005          | Valerio Pisano    | Valerio Pisano    | Tony Sessolo            | Tony Sessolo            | Elisa Boscolo     | Chicco Fabbri     | Studi 5 e 7 di Padova      |
| 22ª      | 2005   | 2006          | Franco Oppini     | Chicco Fabbri     | Valerio Pisano          | Valerio Pisano          | Marco Predolin    | Sabrina Borghetti | Studi 5, 7 e 10 di Padova  |
| 23ª      | 2006   | 2007          | Roberto Tagliani  | Chicco Fabbri     | Valerio Pisano          | Valerio Pisano          | Sabrina Borghetti | Sabrina Borghetti | Studi 5, 7 e 10 di Padova  |
| 24ª      | 2007   | 2008          | Roberto Tagliani  | Chicco Fabbri     | Valerio Pisano          | Valerio Pisano          | Roberto Salvini   | Sabrina Borghetti | Studi 5, 7 e 10 di Padova  |
| 25ª      | 2008   | 2009          | Roberto Tagliani  | Chicco Fabbri     | Valerio Pisano          | Valerio Pisano          | Roberto Salvini   | Sabrina Borghetti | Studi 5 e 10 di Padova     |
| 26ª      | 2009   | 2010          | Roberto Tagliani  | Chicco Fabbri     | Valerio Pisano          | Valerio Pisano          | Roberto Salvini   | Sabrina Borghetti | Studi 5, 10 e 12 di Padova |
| 27ª      | 2010   | 2011          | Roberto Tagliani  | Chicco Fabbri     | Valerio Pisano          | Valerio Pisano          | Sabrina Borghetti | Sabrina Borghetti | Studi 5, 10 e 12 di Padova |
| 28ª      | 2011   | 2012          | Roberto Tagliani  | Chicco Fabbri     | Valerio Pisano          | Valerio Pisano          | Sabrina Borghetti | Sabrina Borghetti | Studio 12 di Padova        |
| 29ª      | 2012   | 2013          | Roberto Tagliani  | Roberto Tagliani  | Chicco Fabbri           | Chicco Fabbri           | Sabrina Borghetti | Sabrina Borghetti | Studio 12 di Padova        |
| 30ª      | 2013   | 2014          | Roberto Tagliani  | Chicco Fabbri     | Matilde Brandi          | Matilde Brandi          | Sabrina Borghetti | Sabrina Borghetti | Studio 12 di Padova        |
| 31ª      | 2014   | 2015          | Roberto Tagliani  | Chicco Fabbri     | Matilde Brandi          | Matilde Brandi          | Sabrina Borghetti | Sabrina Borghetti | Studio 12 di Padova        |
| 32ª      | 2015   | 2016          | Roberto Tagliani  | Chicco Fabbri     | Francesca Pinelli       | Stefania Orlando        | Matilde Brandi    | Sabrina Borghetti | Studio 12 di Padova        |
| 33ª      | 2016   | 2017          | Roberto Tagliani  | Chicco Fabbri     | Francesco Rapetti Mogol | Matilde Brandi          | Sabrina Borghetti | Mara Venezia      | Studio 12 di Padova        |
| 34ª      | 2017   | 2018          | Roberto Tagliani  | Chicco Fabbri     | Tabata Caldironi Fresco | Francesco Rapetti Mogol | Sabrina Borghetti | Mara Venezia      | Studio 12 di Padova        |
| 35ª      | 2018   | 2019          | Roberto Tagliani  | Stefania Orlando  | Tabata Caldironi Fresco | Francesco Rapetti Mogol | Sabrina Borghetti | Mara Venezia      | Studio 12 di Padova        |
| 36ª      | 2019   | 2020          | Roberto Tagliani  | Chicco Fabbri     | Vanessa Minotti         | Francesco Rapetti Mogol | Sabrina Borghetti | Mara Venezia      | Studio 12 di Padova        |
| 37ª      | 2020   | 2021          | Roberto Tagliani  | Roberto Tagliani  | Roberto Tagliani        | Sabrina Borghetti       | Sabrina Borghetti | Sabrina Borghetti | Studio 12 di Padova        |
| 38ª      | 2021   | 2022          | Roberto Tagliani  | Roberto Tagliani  | Roberto Tagliani        | Mara Venezia            | Mara Venezia      | Mara Venezia      | Studio 12 di Padova        |
| 39ª      | 2022   | 2023          | Nilo Petti        | Nilo Petti        | Roberto Tagliani        | Sabrina Borghetti       | Sabrina Borghetti | Mara Venezia      | Studio 12 di Padova        |
| 40ª      | 2023   | in produzione | Nilo Petti        | Nilo Petti        | Roberto Tagliani        | Mara Venezia            | Marco Boscolo     | Nicoletta Vitale  | Studio 12 di Padova        |

## Spin-off
- Ballaitalia, in onda nel 1994 e nel 2018 su Canale Italia. Nell'edizione del 1994 (codesta era in onda su Canale 68 Veneto) i conduttori erano Stefano Mion e Oriana Girotto. Dal 2018 torna in onda con Davide Pase.
- Cantando Ballando Talent, in onda dal 2023 su Canale Italia, a cura di Nilo Petti.

## Curiosità
- Valerio Pisano oltre ad essere autore di tantissime canzoni di successo del genere da ballo italiano (liscio) è stato un vero talent scout, infatti è stato lui a far conoscere al pubblico italiano le orchestre e i volti più noti in questo settore, tra cui Orchestra Bagutti,  Rossella Ferrari e i Casanova, Titti Bianchi, Ruggero Scandiuzzi, Gianni Dego, Roberto Tagliani, Sergio Cremonese, Daniela Rosy e tanti altri.
- Nilo Petti entra nell'organico aziendale di Canale Italia nel 2020 in veste di Sales Account, dal 2022 conduce alcune serate e diventa anche il nuovo responsabile.